# Бородин, Василий Степанович
Василий Степанович Бороди́н (1930 — 2011) — советский литературовед.

## Биография
Родился 23 февраля 1930 в селе Прилепы (ныне Заречье, Мантуровский район, Курская область). В 1953 году окончил Харьковский университет. С 1956 года работал в Институте литературы имени Т. Г. Шевченко АН УССР, в 1984—1996 годах заведовал там же отделом шевченковедения. Член КПСС с 1959 года.

## Научная деятельность
В 1981 году защитил докторскую диссертацию.
Основные направления исследований — история Шевченковских текстов и цензурной истории изданий произведений поэта. Книга Бородина «Три поэмы Т. Г. Шевченко» (Киев, 1964) посвящена поэмам «Сова», «Слепой» и «Наймичка», как определенному этапу в развитии жанра социально-бытовой поэмы в творчестве Шевченко.
В книге «Т. Г. Шевченко и царская цензура» (Киев, 1969) исследовали историю прижизненных изданий произведений поэта — «Кобзаря» 1840 и 1860, «Гайдамаки» (1841), «Гамалии» (1844), «Тризны» (1844) и «Букваря южнорусского» (1861). В работе «Над текстами Т. Г. Шевченко» (Киев, 1971) на материале истории текста «Кобзаря» 1860 и отдельных произведений поэта исследуется проблема основного текста в поэзии Шевченко.
Ряд исследований Бородина опубликованы в сборниках трудов научных шевченковских конференций. Бородин — один из составителей 6-томного «Полного собрания сочинений» Т. Г. Шевченко тт. 1—4, 6, Киев, 1963—1964).
Умер 21 июня 2011 года в Киеве. Похоронен на Байковом кладбище (участок № 33).

## Награды и премии
- Государственная премия УССР имени Т. Г. Шевченко (1980) — за участие в создании «Шевченковского словаря» в 2 томах[2]